# Pentir
Pentir är en community i Storbritannien.   Den ligger i kommunen Gwynedd och riksdelen Wales, i den sydvästra delen av landet, 300 km nordväst om huvudstaden London. 
Pentir är en liten by, men i communityn finns även Penrhosgarnedd, en förort till Bangor.